# Акжол (Западно-Казахстанская область)
Акжол (каз. Ақжол, до 199? г. — Бакаушино) — село в Зеленовском районе Западно-Казахстанской области Казахстана. Входит в состав Белесского сельского округа. Код КАТО — 274455200.
Село расположено на реке Деркул.

## Население
В 1999 году население села составляло 234 человека (125 мужчин и 109 женщин). По данным переписи 2009 года, в селе проживали 202 человека (103 мужчины и 99 женщин).

## Известные люди
В селе родилась казахстанский государственный деятель Бырганым Сариевна Айтимова.